# بارا-تولويدين
بارا-تول هو مركب كيميائي عضوي له الصيغة الكيميائية C7H9N، ويكون على شكل سائل عديم اللون إلى أصفر؛ وهو أحد ثلاث متصاوغات بنيوية لمركب التول بالإضافة إلى أورثو-تول وميتا-تول.

## التحضير
تحضر متصاوغان التول بشكل عام من تفاعل اختزال عضوي لمركب نترو التولوين بوجود حفاز من الحديد وحمض الخليك وحمض الهيدروكلوريك (اختزال بيشامب). كما يمكن أن تتم العملية بتفاعل هدرجة على حفاز من نيكل راني.

## الخواص
في الشروط القياسية من الصغط ودرجة الحرارة يوجد بارا-تول على شكل صلب، له انحلالية ضعيفة في الماء، لكنه ينحل في المحاليل الحمضية، إذ لديه صفة قاعدية ضعيفة.
يوجد أورثو-تول في الشروط القياسية على شكل سائل عديم اللون إلى أصفر، وهو ضعيف الانحلالية في الماء.

## الاستخدامات
تستخدم مركبات التول في صناعة الأصبغة وفي تحضير المبيدات الحشرية.